# Adelaide International
El Torneig d'Adelaida, també conegut com a Adelaide International, és un torneig de tennis professional que es disputa sobre pista dura exterior. Pertany a les sèries ATP World Tour 250 del circuit ATP masculí i els torneigs WTA Premier del circuit WTA femení. El torneig se celebra al Memorial Drive Tennis Centre d'Adelaida, Austràlia, durant el mes de gener.
Aquest torneig va néixer en substitució del torneig disputat a Sydney, que va dedicar les instal·lacions a la disputa de l'ATP Cup.

## Palmarès

### Individual masculí
| Any      | Campió                                            | Finalista                                         | Resultat                                          |
| -------- | ------------------------------------------------- | ------------------------------------------------- | ------------------------------------------------- |
| 2025     | Félix Auger-Aliassime                             | Sebastian Korda                                   | 6−3, 3−6, 6−1                                     |
| 2024     | Jiří Lehečka                                      | Jack Draper                                       | 4−6, 6−4, 6−3                                     |
| 2023 (2) | Kwon Soon-woo                                     | Roberto Bautista Agut                             | 6−4, 3−6, 7−6(4)                                  |
| 2023 (1) | Novak Đoković                                     | Sebastian Korda                                   | 6−7(8), 7−6(3), 6−4                               |
| 2022 (2) | Thanasi Kokkinakis                                | Arthur Rinderknech                                | 6−7(6), 7−6(5), 6−3                               |
| 2022 (1) | Gaël Monfils                                      | Karén Khatxànov                                   | 6−4, 6−4                                          |
| 2021     | Torneig suspès a causa de la pandèmia de COVID-19 | Torneig suspès a causa de la pandèmia de COVID-19 | Torneig suspès a causa de la pandèmia de COVID-19 |
| 2020     | Andrei Rubliov                                    | Lloyd Harris                                      | 6−3, 6−0                                          |

### Individual femení
| Any      | Campiona         | Finalista         | Resultat      |
| -------- | ---------------- | ----------------- | ------------- |
| WTA 500  |                  |                   |               |
| 2025     | Madison Keys (2) | Jessica Pegula    | 6−3, 4−6, 6−1 |
| 2024     | Jeļena Ostapenko | Dària Kassàtkina  | 6−3, 6−2      |
| 2023 (2) | Belinda Bencic   | Dària Kassàtkina  | 6−0, 6−2      |
| 2023 (1) | Arina Sabalenka  | Linda Nosková     | 6−3, 7−6(4)   |
| 2022 (2) | Madison Keys     | Alison Riske      | 6−1, 6−2      |
| 2022 (1) | Ashleigh Barty   | Ielena Ribàkina   | 6−3, 6−2      |
| 2021     | Iga Świątek      | Belinda Bencic    | 6−2, 6−2      |
| Premier  |                  |                   |               |
| 2020     | Ashleigh Barty   | Dayana Yastremska | 6−2, 7−5      |

### Dobles masculins
| Any      | Campions                                          | Finalistes                                        | Resultat                                          |
| -------- | ------------------------------------------------- | ------------------------------------------------- | ------------------------------------------------- |
| 2025     | Simone Bolelli Andrea Vavassori                   | Kevin Krawietz Tim Pütz                           | 4−6, 7−6(4), [11−9]                               |
| 2024     | Rajeev Ram Joe Salisbury                          | Rohan Bopanna Matthew Ebden                       | 7−5, 5−7, [11−9]                                  |
| 2023 (2) | Marcelo Arévalo Jean-Julien Rojer                 | Ivan Dodig Austin Krajicek                        | Renúncia                                          |
| 2023 (1) | Lloyd Glasspool Harri Heliövaara                  | Jamie Murray Michael Venus                        | 6−3, 7−6(3)                                       |
| 2022 (2) | Wesley Koolhof Neal Skupski                       | Ariel Behar Gonzalo Escobar                       | 7−6(5), 6−4                                       |
| 2022 (1) | Rohan Bopanna Ramkumar Ramanathan                 | Ivan Dodig Marcelo Melo                           | 7−6(6), 6−1                                       |
| 2021     | Torneig suspès a causa de la pandèmia de COVID-19 | Torneig suspès a causa de la pandèmia de COVID-19 | Torneig suspès a causa de la pandèmia de COVID-19 |
| 2020     | Máximo González Fabrice Martin                    | Ivan Dodig Filip Polášek                          | 7−6(12), 6−3                                      |

### Dobles femenins
| Any      | Campiones                           | Finalistes                                | Resultat            |
| -------- | ----------------------------------- | ----------------------------------------- | ------------------- |
| WTA 500  |                                     |                                           |                     |
| 2025     | Guo Hanyu Alexandra Panova          | Beatriz Haddad Maia Laura Siegemund       | 7−5, 6−4            |
| 2024     | Beatriz Haddad Maia Taylor Townsend | Caroline Garcia Kristina Mladenovic       | 7−5, 6−3            |
| 2023 (2) | Luisa Stefani Taylor Townsend       | Anastassia Pavliutxénkova Ielena Ribàkina | 7−5, 7−6(3)         |
| 2023 (1) | Asia Muhammad Taylor Townsend       | Storm Hunter Kateřina Siniaková           | 6−2, 7−6(2)         |
| 2022 (2) | Eri Hozumi Makoto Ninomiya          | Tereza Martincová Markéta Vondroušová     | 1−6, 7−6(4), [10−7] |
| 2022 (1) | Ashleigh Barty Storm Sanders        | Darija Jurak Schreiber Andreja Klepač     | 6−1, 6−4            |
| 2021     | Alexa Guarachi Desirae Krawczyk     | Hayley Carter Luisa Stefani               | 6−7(4), 6−4, [10−3] |
| Premier  |                                     |                                           |                     |
| 2020     | Nicole Melichar Xu Yifan            | Gabriela Dabrowski Darija Jurak           | 2−6, 7−5, [10−5]    |